# 丘貢諾夫島
丘貢諾夫島（英語：Chugunov Island），是南極洲的島嶼，位於登曼冰川和斯科特冰川之間，處於沙克爾頓冰架末端，根據美國海軍拍攝的空中照片繪入地圖，現時由南極條約體系管理。